# Ærø Single Folk Festival
Ærø Single Folk Festival  var en festival, der hvert år fandt sted fredag, lørdag, søndag i uge 30 i Søby på Ærø. Festivalen eksisterede fra 2000 til 2018 og blev afholdt i telte ved siden af Søby Skole. Der blev spillet irsk, engelsk og dansk folkemusik, jazz og fællessang. Der var desuden anden underholdning og fællesspisning. 
Oprindelig var festivalen for enlige, men den udviklede sig med årene til en festival for både enlige og par.
|  | Denne artikel kan blive bedre, hvis der indsættes geografiske koordinater Denne artikel omhandler et emne, som har en geografisk lokation. Du kan hjælpe ved at indsætte koordinater i wikidata. |